# Campeonato Paulista 1997
In 1997 werd het 96ste Campeonato Paulista gespeeld voor voetbalclubs uit de Braziliaanse staat São Paulo. De competitie werd georganiseerd door de FPF en werd gespeeld van 8 februari tot 5 juni. De competitie werd gespeeld in twee fases, omdat Palmeiras beide won werd er geen finale gespeeld.   

## Eerste fase
De top twee van elke groep stoot door naar de finalegroep en de twee clubs met de minste punten, geteld over beide groepen degraderen. 

### Groep 1
| Plaats | Club       | Wed. | W  | G | V  | Saldo | Ptn. |
| ------ | ---------- | ---- | -- | - | -- | ----- | ---- |
| 1.     | Palmeiras  | 23   | 14 | 6 | 3  | 58:27 | 48   |
| 2.     | Santos     | 23   | 13 | 7 | 3  | 45:23 | 46   |
| 3.     | Portuguesa | 23   | 12 | 7 | 4  | 46:33 | 43   |
| 4.     | Guarani    | 23   | 7  | 8 | 8  | 37:45 | 29   |
| 5.     | Juventus   | 23   | 5  | 6 | 12 | 38:53 | 21   |
| 6.     | São José   | 23   | 4  | 9 | 10 | 29:40 | 21   |
| 7.     | Botafogo   | 23   | 4  | 8 | 11 | 22:33 | 20   |
| 8.     | América    | 23   | 4  | 5 | 14 | 28:62 | 17   |

|  | Geplaatst voor finale    |
|  | Degradatie naar Série A2 |

### Groep 2
| Plaats | Club                | Wed. | W  | G  | V  | Saldo | Ptn. |
| ------ | ------------------- | ---- | -- | -- | -- | ----- | ---- |
| 1.     | Corinthians         | 23   | 13 | 6  | 4  | 51:28 | 45   |
| 2.     | São Paulo           | 23   | 10 | 10 | 3  | 50:26 | 40   |
| 3.     | União São João      | 23   | 9  | 6  | 8  | 35:32 | 33   |
| 4.     | Inter de Limeira    | 23   | 7  | 8  | 8  | 35:37 | 29   |
| 5.     | Rio Branco          | 23   | 7  | 7  | 9  | 30:33 | 28   |
| 6.     | Araçatuba           | 23   | 7  | 5  | 11 | 28:32 | 26   |
| 7.     | Portuguesa Santista | 23   | 7  | 5  | 11 | 30:45 | 26   |
| 8.     | Mogi Mirim          | 23   | 6  | 7  | 10 | 28:41 | 25   |

|  | Geplaatst voor finale |

## Finalegroep
| Plaats | Club        | Wed. | W | G | V | Saldo | Ptn. |
| ------ | ----------- | ---- | - | - | - | ----- | ---- |
| 1.     | Corinthians | 3    | 2 | 1 | 0 | 7:4   | 7    |
| 2.     | São Paulo   | 3    | 2 | 1 | 0 | 6:2   | 7    |
| 3.     | Santos      | 3    | 1 | 0 | 2 | 7:5   | 3    |
| 4.     | Palmeiras   | 3    | 0 | 0 | 3 | 1:10  | 0    |

|  | Kampioen |

## Kampioen
| Campeonato Paulista de 1997      |
| São Paulo                        |
| -------------------------------- |
| CORINTHIANS Kampioen (22° titel) |